# Grigore Conduratu
Conduratu Grigore (n. 26 septembrie 1876, București - d. 1934, București) a fost un istoric român. 

## Viața și activitatea
Grigore Conduratu s-a născut la data de 26 septembrie 1876, în București, și a decedat în anul 1934, tot în București. 
Acesta a urmat studiile secundare și universitare - litere (1897) și drept (1898) - la București; specializare la universitățile din Berlin și Leipzig, unde obține și doctoratul în istorie (1901), apoi la Paris, unde audiază cursurile de istoria dreptului la École des Hautes Études. Magistrat din 1904. Deși scurt, stagiul lui Grigore Conduratu în istoriografie s-a dovedit fecund. Descoperă la Biblioteca Universității din Heidelberg, un poem al lui Michael Beheim, punând în circulație un izvor esențial pentru domnia lui Vlad Țepeș. Lucrarea sa privind relațiile Țării Românești și Moldovei cu Ungaria (până în 1526), deși depășită astăzi, a fost apreciată de Gr. Tocilescu drept cea mai serioasă din câte s-au prezentat până acum dinaintea Facultății noastre, tratând un subiect din istoria națională.

## Opera
- Încercări istorice, Relațiunile Țerii Românești și Moldovei cu Ungaria. până la 1526, București, 1898, p. 517

- Michael Beheims Gedicht über den Woiwoden Wlad Il Drakul, București, 1903, p. 118